# 2023년 뉴델리 G20 정상회의
2023년 뉴델리 G20 정상회의는 G20(Group of Twenty)의 18차 회의였다. 2023년 9월 9~10일 뉴델리 프라가티 마이단에 위치한 바라트 만다팜 국제 전시-컨벤션 센터에서 개최되었다. 이는 인도에서 개최된 최초의 G20 정상회의였다.

## 배경
당초 인도는 2021년 G20 정상회담, 2022년 이탈리아가 개최될 예정이었다. 2018년 아르헨티나 부에노스아이레스 정상회담에서 나렌드라 모디 총리는 이탈리아에 2021년 정상회담을 개최하고 인도가 인도 독립 75주년을 기념하여 2022년 개최를 허용할 것을 요청했다고 밝혔다. 이탈리아는 양국 관계의 모멘텀에 힘입어 2022년 인도가 G20 정상회의를 대신 개최하기로 합의했다.
그러나 인도는 레트노 마르수디 인도네시아 외무장관의 요청으로 2023년 인도네시아가 동남아시아 국가 연합(ASEAN) 의장국도 맡게 되자 G20 의장국을 인도네시아와 교환했다.

## 같이 보기
- 제49회 G7 정상회의
- 아프리카 연합
- G20 정상회의 목록